# Bo Turesson
Bo Turesson, född 4 juni 1914 i Linköping, död 14 oktober 1997 i Vänersborg, var en svensk politiker (Moderaterna), kommunikationsminister 1976–1978, riksdagsledamot 1961–1979.

## Biografi
Bo Turesson var son till med.lic. Oscar Turesson och Helga, född Nilsson. Turesson tog civilingenjörsexamen från KTH 1939 och var verksam som distriktslantmätare innan den politiska karriären tog över. Han var ledamot av Sveriges riksdags andra kammare 1960–1970, invald i Kopparbergs läns valkrets och tillhörde enkammarriksdagen 1971–1979. Han var även landstingsman från 1955. Då Turesson lämnade politiken började han åter att arbeta som lantmätare. Han är begravd på Grebo kyrkogård.